# R.J. Barrett
Rowan Alexander Barrett jr., detto R.J. (Toronto, 14 giugno 2000), è un cestista canadese, professionista in NBA con i Toronto Raptors. È uno dei due giocatori (insieme a Kevin Durant) che nella storia della NBA hanno realizzato almeno 60 punti con 15 rimbalzi e 5 triple nelle prime tre gare nella NBA.

## Biografia
È il figlio dell'ex cestista Rowan Barrett, oltre che figlioccio dell'ex cestista Steve Nash.

## Caratteristiche tecniche
Viene soprannominato Maple Mamba in quanto il suo modo di giocare ricorda quello di Kobe Bryant (noto come Black Mamba): è un ottimo scorer mancino, in grado di segnare in molti modi, attaccando il ferro e dalla media distanza.

## Carriera

### High school
Dopo aver frequentato la scuola francese École Secondaire Jeunes Sans Frontières a Brampton fino al 2014 e la St. Marcellinus Secondary School fino al 2015, Barrett si è trasferito alla Montverde Academy a Montverde, in Florida. Nel 2016 ha vinto il premio di MVP al Jordan Brand Classic, mentre nel 2017 il premio di MVP al torneo Basketball Without Borders durante l' NBA All-Star Weekend a New Orleans. Viene poi inserito nel World Team al Nike Hoop Summit 2017 e 2018 (dove viene nominato MVP).
Prima di iniziare la carriera universitaria riesce comunque a portare a casa il prestigioso premio Morgan Wooten National Player of the Year, e a vincere il Geico National boys’ basketball championship, realizzando 25 punti e 15 rimbalzi nella finale.

### College

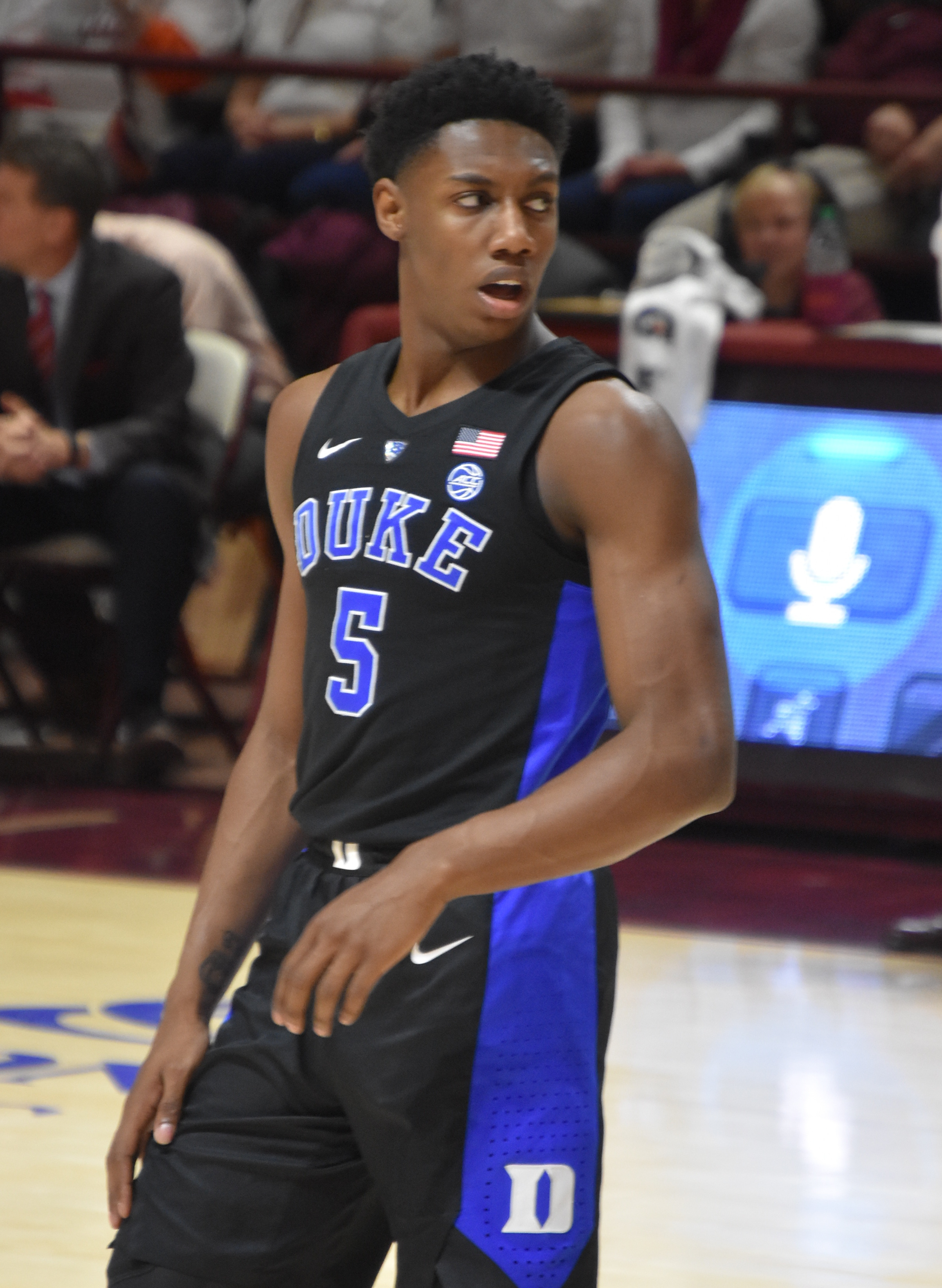
Barrett con i Duke Blue Devils

Barrett riceve borse di studio da numerose università, tra le quali Arizona, Duke, Indiana, Kansas, Kentucky, Missouri, Oklahoma, Oregon, Texas, UCLA e USC, scegliendo alla fine la squadra allenata da Mike Krzyzewski. A Duke Barrett trova Zion Williamson e Cam Reddish, rispettivamente secondo e terzo miglior giocatore della classe 2018. Durante la stagione diventa solamente il quarto giocatore a realizzare una tripla-doppia con la maglia dei Blue Devils, mentre l'11 marzo viene incluso nel primo quintetto della ACC.

### NBA

#### New York Knicks (2019-2023)
Dopo essersi dichiarato eleggibile per il Draft NBA, viene selezionato come terza scelta dai N.Y. Knicks.. Fa il suo debutto in Summer League contro i New Orleans Pelicans, squadra del suo ex compagno a Duke Zion Williamson, mettendo a referto 10 punti in 25 minuti, 5 rimbalzi e 1 assist, prima che la partita venga sospesa a causa di un terremoto.
Il primo anno di NBA fatica molto mentre il secondo tira con ottime percentuali come testimonia il 40 % da tre,la terza stagione raggiunge per la prima volta i 20 punti di media,nonostante ciò i Knicks non riescono a qualificarsi ai playoff come nella stagione precedente,anche per il rendimento sotto le aspettative del compagno di squadra Julius Randle.

#### Toronto Raptors (2023-)
Il 30 dicembre 2023 passa insieme al compagno di squadra Immanuel Quickley ai Toronto Raptors tramite uno scambio.

## Statistiche

### NCAA
| Anno      | Squadra          | PG | PT | MP   | TC%  | 3P%  | TL%  | RP  | AP  | PRP | SP  | PP   |
| --------- | ---------------- | -- | -- | ---- | ---- | ---- | ---- | --- | --- | --- | --- | ---- |
| 2018-2019 | Duke Blue Devils | 38 | 38 | 35,3 | 45,5 | 30,8 | 66,5 | 7,6 | 4,3 | 0,9 | 0,4 | 22,6 |
| Carriera  | Carriera         | 38 | 38 | 35,3 | 45,5 | 30,8 | 66,5 | 7,6 | 4,3 | 0,9 | 0,4 | 22,6 |

#### Massimi in carriera
- Massimo di punti: 33 (2 volte)[12]
- Massimo di rimbalzi: 16 vs Syracuse (14 gennaio 2019)
- Massimo di assist: 11 vs Virginia Tech (29 marzo 2019)
- Massimo di palle rubate: 4 (2 volte)
- Massimo di stoppate: 2 (3 volte)
- Massimo di minuti giocati: 45 vs Syracuse (14 gennaio 2019)

### NBA

#### Regular Season
| Anno      | Squadra         | PG  | PT  | MP   | TC%  | 3P%  | TL%  | RP  | AP  | PRP | SP  | PP   |
| --------- | --------------- | --- | --- | ---- | ---- | ---- | ---- | --- | --- | --- | --- | ---- |
| 2019-2020 | N.Y. Knicks     | 56  | 55  | 30,4 | 40,2 | 32,0 | 61,4 | 5,0 | 2,6 | 1,0 | 0,3 | 14,3 |
| 2020-2021 | N.Y. Knicks     | 72  | 72  | 34,9 | 44,1 | 40,1 | 74,6 | 5,8 | 3,0 | 0,7 | 0,3 | 17,6 |
| 2021-2022 | N.Y. Knicks     | 70  | 70  | 34,5 | 40,8 | 34,2 | 71,4 | 5,8 | 3,0 | 0,6 | 0,2 | 20,0 |
| 2022-2023 | N.Y. Knicks     | 73  | 73  | 33,9 | 43,4 | 31,0 | 74,0 | 5,0 | 2,8 | 0,4 | 0,2 | 19,6 |
| 2023-2024 | N.Y. Knicks     | 26  | 26  | 29,5 | 42,3 | 33,1 | 83,1 | 4,3 | 2,4 | 0,5 | 0,3 | 18,2 |
| 2023-2024 | Toronto Raptors | 32  | 32  | 33,5 | 55,3 | 39,2 | 62,9 | 6,4 | 4,1 | 0,6 | 0,4 | 21,8 |
| 2024-2025 | Toronto Raptors | 58  | 58  | 32,2 | 46,8 | 35,0 | 63,0 | 6,3 | 5,4 | 0,8 | 0,3 | 21,1 |
| Carriera  | Carriera        | 387 | 386 | 33,1 | 44,1 | 34,6 | 69,7 | 5,6 | 3,3 | 0,7 | 0,3 | 18,8 |

#### Play-off
| Anno     | Squadra     | PG | PT | MP   | TC%  | 3P%  | TL%  | RP  | AP  | PRP | SP  | PP   |
| -------- | ----------- | -- | -- | ---- | ---- | ---- | ---- | --- | --- | --- | --- | ---- |
| 2021     | N.Y. Knicks | 5  | 5  | 32,4 | 38,8 | 28,6 | 80,0 | 7,2 | 3,0 | 0,8 | 0,4 | 14,4 |
| 2023     | N.Y. Knicks | 11 | 11 | 34,3 | 43,3 | 32,8 | 76,9 | 4,5 | 2,8 | 0,8 | 0,2 | 19,3 |
| Carriera | Carriera    | 16 | 16 | 33,7 | 42,0 | 31,5 | 77,5 | 5,3 | 2,9 | 0,8 | 0,3 | 17,8 |

#### Massimi in carriera
- Massimo di punti: 46 vs Miami Heat (25 febbraio 2022)[13]
- Massimo di rimbalzi: 15 (2 volte)
- Massimo di assist: 9 vs Chicago Bulls (12 novembre 2019)
- Massimo di palle rubate: 6 vs Brooklyn Nets (25 ottobre 2019)
- Massimo di stoppate: 3 vs Portland Trail Blazers (14 marzo 2023)
- Massimo di minuti giocati: 50 vs Boston Celtics (5 marzo 2023)

## Palmarès
- McDonald's All-American (2018)
- Naismith Prep Player of the Year (2018)
- ACC First Team All-Conference (2019)